# Сімерія
Сімерія (рум. Simeria) — місто у повіті Хунедоара в Румунії. Адміністративно місту підпорядковані такі села (дані про населення за 2002 рік):
- Бирча-Маре (413 осіб)
- Керпініш (233 особи)
- Синтандрей (722 особи)
- Сімерія-Веке (457 осіб)
- Урой (400 осіб)
- Шеулешть (316 осіб)

Місто розташоване на відстані 288 км на північний захід від Бухареста, 8 км на схід від Деви, 112 км на південний захід від Клуж-Напоки, 138 км на схід від Тімішоари.

## Населення
За даними перепису населення 2002 року у місті проживали 13 895 осіб.
Національний склад населення міста:
| Національність   | Кількість осіб | Відсоток |
| ---------------- | -------------- | -------- |
| румуни           | 13255          | 95,4%    |
| угорці           | 420            | 3,0%     |
| цигани           | 99             | 0,7%     |
| німці            | 94             | 0,7%     |
| євреї            | 7              | 0,1%     |
| словаки          | 3              | < 0,1%   |
| поляки           | 3              | < 0,1%   |
| українці         | 2              | < 0,1%   |
| росіяни-липовани | 2              | < 0,1%   |
| італійці         | 2              | < 0,1%   |
| серби            | 1              | < 0,1%   |
| греки            | 1              | < 0,1%   |
| китайці          | 1              | < 0,1%   |

Рідною мовою назвали:
| Мова                  | Кількість осіб | Відсоток |
| --------------------- | -------------- | -------- |
| румунська             | 13430          | 96,7%    |
| угорська              | 367            | 2,6%     |
| німецька              | 67             | 0,5%     |
| циганська             | 19             | 0,1%     |
| єврейська (їдиш)      | 2              | < 0,1%   |
| італійська            | 2              | < 0,1%   |
| українська            | 1              | < 0,1%   |
| російська             | 1              | < 0,1%   |
| сербська              | 1              | < 0,1%   |
| польська              | 1              | < 0,1%   |
| китайська             | 1              | < 0,1%   |
| не вказали рідну мову | 1              | < 0,1%   |

Склад населення міста за віросповіданням:
| Релігія                                       | Кількість осіб | Відсоток |
| --------------------------------------------- | -------------- | -------- |
| православні                                   | 11967          | 86,1%    |
| п'ятдесятники                                 | 773            | 5,6%     |
| римо-католики                                 | 301            | 2,2%     |
| реформати                                     | 279            | 2,0%     |
| баптисти                                      | 200            | 1,4%     |
| греко-католики                                | 138            | 1,0%     |
| адвентисти                                    | 56             | 0,4%     |
| не релігійні                                  | 47             | 0,3%     |
| лютерани (Синодально-пресвітеріанська церква) | 21             | 0,2%     |
| бретрени                                      | 16             | 0,1%     |
| лютерани (Аугсбурзького сповідання)           | 8              | 0,1%     |
| лютерани                                      | 5              | < 0,1%   |
| старообрядці                                  | 4              | < 0,1%   |
| унітарії                                      | 3              | < 0,1%   |
| юдеї                                          | 3              | < 0,1%   |
| атеїсти                                       | 2              | < 0,1%   |
| не вказали релігію                            | 16             | 0,1%     |

## Зовнішні посилання
- Дані про місто Сімерія на сайті Ghidul Primăriilor